# Saison 2011-2012 de la LNH
Saison précédente Saison suivante
La saison 2011-2012 est la 94e saison de hockey sur glace de la Ligue nationale de hockey. Trente équipes jouent chacune 82 rencontres. Les huit meilleures équipes de chaque association jouent ensuite les séries éliminatoires au terme desquelles la meilleure équipe remporte la Coupe Stanley.

## Contexte

### Changements dans la ligue
Atlanta Spirit, propriétaire des Thrashers d'Atlanta, décide à la fin de la saison 2010-2011 de vendre sa franchise à True North Sports and Entertainment qui relocalise l'équipe à Winnipeg dans le Manitoba. La franchise prend le nom de Jets de Winnipeg, en référence à l'ancienne équipe de la LNH du même nom qui a existé de 1972 à 1996.
Le 23 juin 2011, la LNH annonce que le plafond salarial augmente de 4,9 millions de dollars le portant ainsi à 64,3 millions de dollars alors que le plancher est fixé à 48,3 millions de dollars
Le 59e Match des étoiles a lieu au cours de cette saison à Ottawa.

### Numéros retirés
- Le 8 octobre 2011, l'Avalanche du Colorado retire le numéro 21 de Peter Forsberg ;
- Le 16 décembre 2011, les Devils du New Jersey retirent le numéro 27 de Scott Niedermayer.

## Saison régulière

### Classements
La meilleure équipe de chaque division est automatiquement classée dans les trois premières équipes de l'association.
| Clt   | Équipe                    | Division | PJ | V  | D  | DP | BP  | BC  | Pts |
| ----- | ------------------------- | -------- | -- | -- | -- | -- | --- | --- | --- |
| +001, | Rangers de New York       | AT       | 82 | 51 | 24 | 7  | 226 | 187 | 109 |
| +002, | Bruins de Boston          | NE       | 82 | 49 | 29 | 4  | 269 | 202 | 102 |
| +003, | Panthers de la Floride    | SE       | 82 | 38 | 26 | 18 | 203 | 227 | 94  |
| +004, | Penguins de Pittsburgh    | AT       | 82 | 51 | 25 | 6  | 282 | 221 | 108 |
| +005, | Flyers de Philadelphie    | AT       | 82 | 47 | 26 | 9  | 264 | 232 | 103 |
| +006, | Devils du New Jersey      | AT       | 82 | 48 | 28 | 6  | 228 | 202 | 102 |
| +007, | Capitals de Washington    | SE       | 82 | 42 | 32 | 8  | 222 | 230 | 92  |
| +008, | Sénateurs d'Ottawa        | NE       | 82 | 41 | 31 | 10 | 249 | 240 | 92  |
| +009, | Sabres de Buffalo         | NE       | 82 | 39 | 32 | 11 | 218 | 230 | 89  |
| +010, | Lightning de Tampa Bay    | SE       | 82 | 38 | 36 | 8  | 235 | 281 | 84  |
| +011, | Jets de Winnipeg          | SE       | 82 | 37 | 35 | 10 | 225 | 246 | 84  |
| +012, | Hurricanes de la Caroline | SE       | 82 | 33 | 33 | 16 | 213 | 243 | 82  |
| +013, | Maple Leafs de Toronto    | NE       | 82 | 35 | 37 | 10 | 231 | 264 | 80  |
| +014, | Islanders de New York     | AT       | 82 | 34 | 37 | 11 | 203 | 255 | 79  |
| +015, | Canadiens de Montréal     | NE       | 82 | 31 | 35 | 16 | 212 | 226 | 78  |

| Clt   | Équipe                   | Division | PJ | V  | D  | DP | BP  | BC  | Pts |
| ----- | ------------------------ | -------- | -- | -- | -- | -- | --- | --- | --- |
| +001, | Canucks de Vancouver     | NO       | 82 | 51 | 22 | 9  | 249 | 198 | 111 |
| +002, | Blues de Saint-Louis     | CE       | 82 | 49 | 22 | 11 | 210 | 165 | 109 |
| +003, | Coyotes de Phoenix       | PA       | 82 | 42 | 27 | 13 | 216 | 204 | 97  |
| +004, | Predators de Nashville   | CE       | 82 | 48 | 26 | 8  | 237 | 210 | 104 |
| +005, | Red Wings de Détroit     | CE       | 82 | 48 | 28 | 6  | 248 | 203 | 102 |
| +006, | Blackhawks de Chicago    | CE       | 82 | 45 | 26 | 11 | 248 | 238 | 101 |
| +007, | Sharks de San José       | PA       | 82 | 43 | 29 | 10 | 228 | 210 | 96  |
| +008, | Kings de Los Angeles     | PA       | 82 | 40 | 27 | 15 | 194 | 179 | 95  |
| +009, | Flames de Calgary        | NO       | 82 | 37 | 29 | 16 | 202 | 226 | 90  |
| +010, | Stars de Dallas          | PA       | 82 | 42 | 35 | 5  | 211 | 222 | 89  |
| +011, | Avalanche du Colorado    | NO       | 82 | 41 | 35 | 6  | 208 | 220 | 88  |
| +012, | Wild du Minnesota        | NO       | 82 | 35 | 36 | 11 | 177 | 226 | 81  |
| +013, | Ducks d'Anaheim          | PA       | 82 | 34 | 36 | 12 | 204 | 231 | 80  |
| +014, | Oilers d'Edmonton        | NO       | 82 | 32 | 40 | 10 | 212 | 239 | 74  |
| +015, | Blue Jackets de Columbus | CE       | 82 | 29 | 46 | 7  | 202 | 262 | 65  |

- Champion de la saison régulière
- Champion de division
- Qualifié pour les séries éliminatoires

### Meilleurs pointeurs de la saison régulière

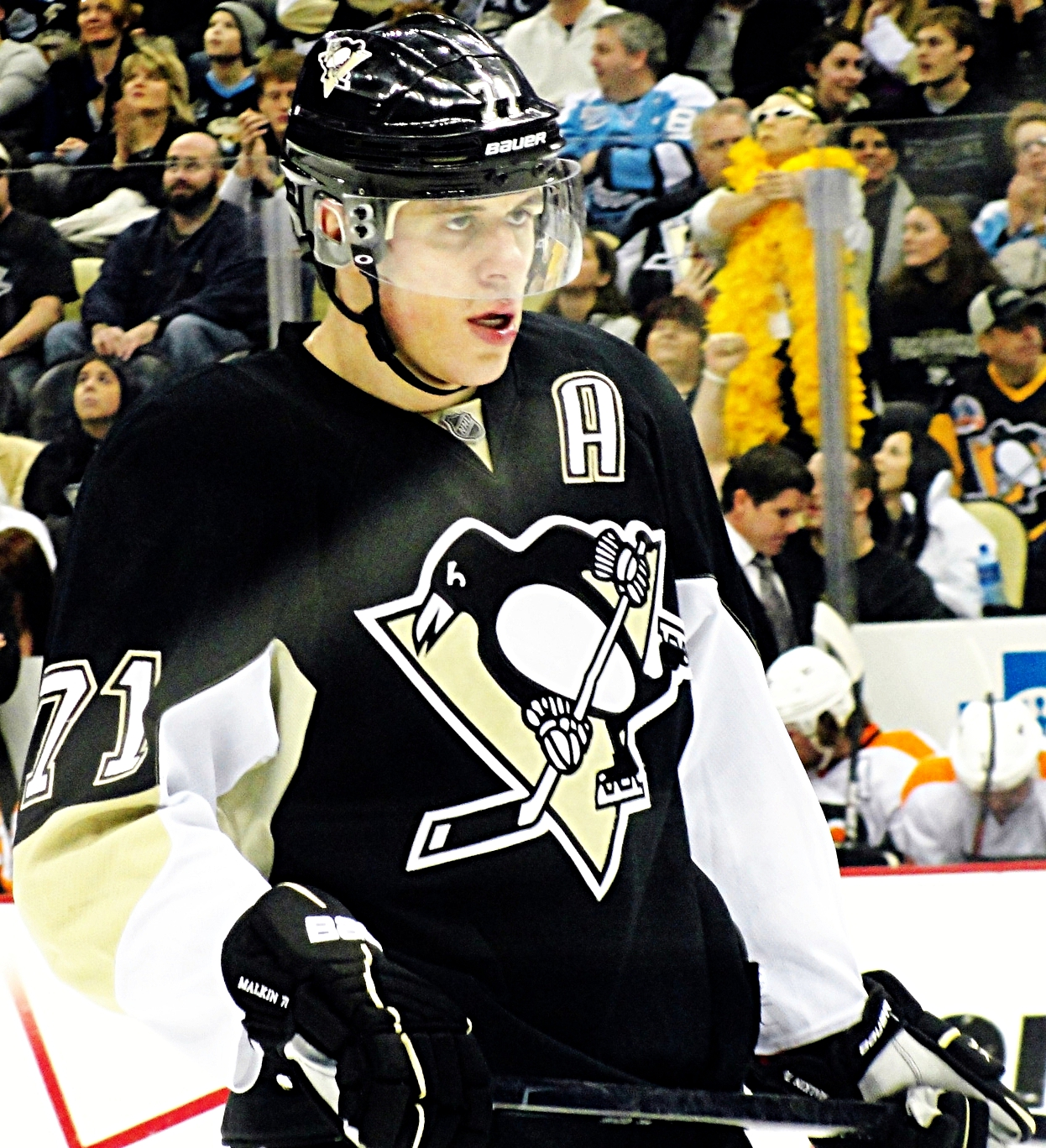
Ievgueni Malkine meilleur pointeur de la saison.

Ievgueni Malkine des Penguins de Pittsburgh remporte le trophée de meilleur pointeur de la saison régulière avec 109 points ; il gagne ainsi son deuxième trophée après l'avoir gagné déjà en 2008-2009. L'attaquant du Lightning de Tampa Bay, Steven Stamkos, termine quant à lui meilleur buteur avec soixante buts alors qu'après avoir remporté le trophée du meilleur pointeur en 2009-2010, Henrik Sedin des Canucks de Vancouver est le meilleur passeur avec soixante-sept aides.
| Joueur           | Équipe                 | PJ | B  | A  | Pts | +/- | Pun |
| ---------------- | ---------------------- | -- | -- | -- | --- | --- | --- |
| Ievgueni Malkine | Penguins de Pittsburgh | 75 | 50 | 59 | 109 | 18  | 70  |
| Steven Stamkos   | Lightning de Tampa Bay | 82 | 60 | 37 | 97  | 7   | 66  |
| Claude Giroux    | Flyers de Philadelphie | 77 | 28 | 65 | 93  | 6   | 29  |
| Jason Spezza     | Sénateurs d'Ottawa     | 80 | 34 | 50 | 84  | 11  | 36  |
| Ilia Kovaltchouk | Devils du New Jersey   | 77 | 37 | 46 | 83  | -9  | 33  |
| Phil Kessel      | Maple Leafs de Toronto | 82 | 37 | 45 | 82  | -10 | 20  |
| James Neal       | Penguins de Pittsburgh | 80 | 40 | 41 | 81  | 6   | 87  |
| John Tavares     | Islanders de New York  | 82 | 31 | 50 | 81  | -6  | 26  |
| Henrik Sedin     | Canucks de Vancouver   | 82 | 14 | 67 | 81  | 23  | 52  |
| Patrik Eliáš     | Devils du New Jersey   | 81 | 26 | 52 | 78  | -8  | 16  |

## Séries éliminatoires de la Coupe Stanley
|  | Quarts de finale d'association | Quarts de finale d'association | Quarts de finale d'association |   |                        | Demi-finales d'association | Demi-finales d'association | Demi-finales d'association |  |   | Finales d'association | Finales d'association | Finales d'association |  |   | Finale de la Coupe Stanley | Finale de la Coupe Stanley | Finale de la Coupe Stanley |
|  |                                |                                |                                |   |                        |                            |                            |                            |  |   |                       |                       |                       |  |   |                            |                            |                            |
|  | 1                              | Rangers de New York            | 4                              |   |                        |                            |                            |                            |  |   |                       |                       |                       |  |   |                            |                            |                            |
|  | 8                              | Sénateurs d'Ottawa             | 3                              |   |                        |                            |                            |                            |  |   |                       |                       |                       |  |   |                            |                            |                            |
|  | 8                              | Sénateurs d'Ottawa             | 3                              |   | 1                      | Rangers de New York        | 4                          |                            |  |   |                       |                       |                       |  |   |                            |                            |                            |
|  |                                |                                |                                |   | 1                      | Rangers de New York        | 4                          |                            |  |   |                       |                       |                       |  |   |                            |                            |                            |
|  |                                | 7                              | Capitals de Washington         | 3 |                        |                            |                            |                            |  |   |                       |                       |                       |  |   |                            |                            |                            |
|  | 2                              | 7                              | Capitals de Washington         | 3 | Bruins de Boston       | 3                          |                            |                            |  |   |                       |                       |                       |  |   |                            |                            |                            |
|  | 2                              |                                |                                |   | Bruins de Boston       | 3                          |                            |                            |  |   |                       |                       |                       |  |   |                            |                            |                            |
|  | 7                              | Capitals de Washington         | 4                              |   |                        |                            |                            |                            |  |   |                       |                       |                       |  |   |                            |                            |                            |
|  | 7                              | Capitals de Washington         | 4                              |   |                        |                            |                            |                            |  | 1 | Rangers de New York   | 2                     |                       |  |   |                            |                            |                            |
|  | Association de l'Est           |                                |                                |   |                        |                            |                            |                            |  | 1 | Rangers de New York   | 2                     |                       |  |   |                            |                            |                            |
|  |                                | 6                              | Devils du New Jersey           | 4 |                        |                            |                            |                            |  |   |                       |                       |                       |  |   |                            |                            |                            |
|  | 3                              | 6                              | Devils du New Jersey           | 4 | Panthers de la Floride | 3                          |                            |                            |  |   |                       |                       |                       |  |   |                            |                            |                            |
|  | 3                              |                                |                                |   | Panthers de la Floride | 3                          |                            |                            |  |   |                       |                       |                       |  |   |                            |                            |                            |
|  | 6                              | Devils du New Jersey           | 4                              |   |                        |                            |                            |                            |  |   |                       |                       |                       |  |   |                            |                            |                            |
|  | 6                              | Devils du New Jersey           | 4                              |   | 5                      | Flyers de Philadelphie     | 1                          |                            |  |   |                       |                       |                       |  |   |                            |                            |                            |
|  |                                |                                |                                |   | 5                      | Flyers de Philadelphie     | 1                          |                            |  |   |                       |                       |                       |  |   |                            |                            |                            |
|  |                                | 6                              | Devils du New Jersey           | 4 |                        |                            |                            |                            |  |   |                       |                       |                       |  |   |                            |                            |                            |
|  | 4                              | 6                              | Devils du New Jersey           | 4 | Penguins de Pittsburgh | 2                          |                            |                            |  |   |                       |                       |                       |  |   |                            |                            |                            |
|  | 4                              |                                |                                |   | Penguins de Pittsburgh | 2                          |                            |                            |  |   |                       |                       |                       |  |   |                            |                            |                            |
|  | 5                              | Flyers de Philadelphie         | 4                              |   |                        |                            |                            |                            |  |   |                       |                       |                       |  |   |                            |                            |                            |
|  | 5                              | Flyers de Philadelphie         | 4                              |   |                        |                            |                            |                            |  |   |                       |                       |                       |  | 6 | Devils du New Jersey       | 2                          |                            |
|  |                                |                                |                                |   |                        |                            |                            |                            |  |   |                       |                       |                       |  | 6 | Devils du New Jersey       | 2                          |                            |
|  |                                | 8                              | Kings de Los Angeles           | 4 |                        |                            |                            |                            |  |   |                       |                       |                       |  |   |                            |                            |                            |
|  | 1                              | 8                              | Kings de Los Angeles           | 4 | Canucks de Vancouver   | 1                          |                            |                            |  |   |                       |                       |                       |  |   |                            |                            |                            |
|  | 1                              |                                |                                |   | Canucks de Vancouver   | 1                          |                            |                            |  |   |                       |                       |                       |  |   |                            |                            |                            |
|  | 8                              | Kings de Los Angeles           | 4                              |   |                        |                            |                            |                            |  |   |                       |                       |                       |  |   |                            |                            |                            |
|  | 8                              | Kings de Los Angeles           | 4                              |   | 2                      | Blues de Saint-Louis       | 0                          |                            |  |   |                       |                       |                       |  |   |                            |                            |                            |
|  |                                |                                |                                |   | 2                      | Blues de Saint-Louis       | 0                          |                            |  |   |                       |                       |                       |  |   |                            |                            |                            |
|  |                                | 8                              | Kings de Los Angeles           | 4 |                        |                            |                            |                            |  |   |                       |                       |                       |  |   |                            |                            |                            |
|  | 2                              | 8                              | Kings de Los Angeles           | 4 | Blues de Saint-Louis   | 4                          |                            |                            |  |   |                       |                       |                       |  |   |                            |                            |                            |
|  | 2                              |                                |                                |   | Blues de Saint-Louis   | 4                          |                            |                            |  |   |                       |                       |                       |  |   |                            |                            |                            |
|  | 7                              | Sharks de San José             | 1                              |   |                        |                            |                            |                            |  |   |                       |                       |                       |  |   |                            |                            |                            |
|  | 7                              | Sharks de San José             | 1                              |   |                        |                            |                            |                            |  | 3 | Coyotes de Phoenix    | 1                     |                       |  |   |                            |                            |                            |
|  | Association de l'Ouest         |                                |                                |   |                        |                            |                            |                            |  | 3 | Coyotes de Phoenix    | 1                     |                       |  |   |                            |                            |                            |
|  |                                | 8                              | Kings de Los Angeles           | 4 |                        |                            |                            |                            |  |   |                       |                       |                       |  |   |                            |                            |                            |
|  | 3                              | 8                              | Kings de Los Angeles           | 4 | Coyotes de Phoenix     | 4                          |                            |                            |  |   |                       |                       |                       |  |   |                            |                            |                            |
|  | 3                              |                                |                                |   | Coyotes de Phoenix     | 4                          |                            |                            |  |   |                       |                       |                       |  |   |                            |                            |                            |
|  | 6                              | Blackhawks de Chicago          | 2                              |   |                        |                            |                            |                            |  |   |                       |                       |                       |  |   |                            |                            |                            |
|  | 6                              | Blackhawks de Chicago          | 2                              |   | 3                      | Coyotes de Phoenix         | 4                          |                            |  |   |                       |                       |                       |  |   |                            |                            |                            |
|  |                                |                                |                                |   | 3                      | Coyotes de Phoenix         | 4                          |                            |  |   |                       |                       |                       |  |   |                            |                            |                            |
|  |                                | 4                              | Predators de Nashville         | 1 |                        |                            |                            |                            |  |   |                       |                       |                       |  |   |                            |                            |                            |
|  | 4                              | 4                              | Predators de Nashville         | 1 | Predators de Nashville | 4                          |                            |                            |  |   |                       |                       |                       |  |   |                            |                            |                            |
|  | 4                              |                                |                                |   | Predators de Nashville | 4                          |                            |                            |  |   |                       |                       |                       |  |   |                            |                            |                            |
|  | 5                              | Red Wings de Détroit           | 1                              |   |                        |                            |                            |                            |  |   |                       |                       |                       |  |   |                            |                            |                            |

## Récompenses

### Trophées
| Trophée                                                                                     | Vainqueur                                                 | Nommés |
| ------------------------------------------------------------------------------------------- | --------------------------------------------------------- | --- |
| Trophée Calder Meilleur joueur recrue                                                       | Gabriel Landeskog (Avalanche du Colorado)                 | - Adam Henrique des Devils du New Jersey - Gabriel Landeskog de l'Avalanche du Colorado - Ryan Nugent-Hopkins des Oilers d'Edmonton |
| Trophée Ted-Lindsay Meilleur joueur selon les joueurs                                       | Ievgueni Malkine (Penguins de Pittsburg)                  | - Henrik Lundqvist, Rangers de New York, - Ievgueni Malkine, Penguins de Pittsburgh - Steven Stamkos, Lightning de Tampa Bay        |
| Trophée Art-Ross Meilleur pointeur de la saison                                             | Ievgueni Malkine (Penguins de Pittsburgh) avec 109 points | |
| Trophée Hart Meilleur joueur selon les journalistes                                         | Ievgueni Malkine (Penguins de Pittsburgh)                 | - Henrik Lundqvist, Rangers de New York, - Ievgueni Malkine, Penguins de Pittsburgh - Steven Stamkos, Lightning de Tampa Bay        |
| Trophée Conn-Smythe Meilleur joueur des séries                                              | Jonathan Quick (Kings de Los Angeles)                     | |
| Trophée Bill-Masterton Joueur avec le plus de qualités de persévérance et d'esprit d'équipe | Max Pacioretty (Canadiens de Montréal)                    | - Daniel Alfredsson, Sénateurs d'Ottawa - Joffrey Lupul, Maple Leafs de Toronto - Max Pacioretty, Canadiens de Montréal             |
| Trophée Frank-J.-Selke Meilleur attaquant défensif                                          | Patrice Bergeron (Bruins de Boston)                       | - David Backes, Blues de Saint-Louis - Patrice Bergeron, Bruins de Boston - Pavel Datsiouk, Red Wings de Détroit                    |
| Trophée Jack-Adams Meilleur entraîneur                                                      | Ken Hitchcock (Blues de Saint-Louis)                      | - Ken Hitchcock, Blues de Saint-Louis, - Paul MacLean, Sénateurs d'Ottawa, - John Tortorella, Rangers de New York                   |
| Trophée James-Norris Meilleur défenseur                                                     | Erik Karlsson (Sénateurs d'Ottawa)                        | - Zdeno Chára, Bruins de Boston, - Erik Karlsson, Sénateurs d’Ottawa - Shea Weber, Predators de Nashville                           |
| Trophée King-Clancy Contribution à la communauté                                            | Daniel Alfredsson (Sénateurs d'Ottawa)                    | |
| Trophée Lady Byng Joueur avec le meilleur esprit sportif                                    | Brian Campbell (Panthers de la Floride)                   | - Brian Campbell, Panthers de la Floride - Jordan Eberle, Oilers d'Edmonton - Matt Moulson, Islanders de New York                   |
| Trophée Lester-Patrick Services rendus au monde du hockey                                   | Bob Chase-Wallenstein et Dick Patrick                     | |
| Trophée Mark-Messier Joueur au plus grand leadership                                        | Shane Doan (Coyotes de Phoenix)                           | - Dustin Brown, Kings de Los Angeles, - Shane Doan, Coyotes de Phoenix, - Ryan Callahan, Rangers de New York                        |
| Trophée Maurice-Richardr/>Meilleur buteur de la saison                                      | Steven Stamkos (Lightning de Tampa Bay) avec 60 buts      | |
| Trophée Vézina Meilleur gardien de but                                                      | Henrik Lundqvist (Rangers de New York)                    | - Henrik Lundqvist, Rangers de New York, - Jonathan Quick, Kings de Los Angeles, - Pekka Rinne, Predators de Nashville              |
| Trophée William-M.-Jennings Gardiens de l'équipe ayant accordé le moins de buts             | Jaroslav Halák et Brian Elliott (Blues de Saint-Louis)    | |
| Trophée plus-moins de la LNH Joueur avec le différentiel +/- le plus important              | Patrice Bergeron (Bruins de Boston) avec +36              | |
| Trophée du directeur général de l'année de la LNH Meilleur directeur général                | Doug Armstrong (Blues de Saint-Louis)                     | |

| Trophée                                                                                         | Équipe                               |
| ----------------------------------------------------------------------------------------------- | ------------------------------------ |
| Trophée des présidents Équipe de la saison régulière avec le plus de points                     | Canucks de Vancouver avec 111 points |
| Trophée Clarence-S.-Campbell Vainqueur de la finale de l'association de l'Ouest lors des séries | Kings de Los Angeles                 |
| Trophée Prince de Galles Vainqueur de la finale de l'association de l'Est lors des séries       | Devils du New Jersey                 |
| Coupe Stanley Vainqueur des séries                                                              | Kings de Los Angeles                 |

### Équipes d'étoiles
| Position       | Joueur           | Équipe                 |
| -------------- | ---------------- | ---------------------- |
| Gardien de but | Henrik Lundqvist | Rangers de New York    |
| Défenseur      | Erik Karlsson    | Sénateurs d'Ottawa     |
| Défenseur      | Shea Weber       | Predators de Nashville |
| Ailier gauche  | Ilia Kovaltchouk | Devils du New Jersey   |
| Centre         | Ievgueni Malkine | Penguins de Pittsburgh |
| Ailier droit   | James Neal       | Penguins de Pittsburgh |

| Position       | Joueur           | Équipe                 |
| -------------- | ---------------- | ---------------------- |
| Gardien de but | Jonathan Quick   | Kings de Los Angeles   |
| Défenseur      | Zdeno Chára      | Bruins de Boston       |
| Défenseur      | Alex Pietrangelo | Blues de Saint-Louis   |
| Ailier gauche  | Ray Whitney      | Coyotes de Phoenix     |
| Centre         | Steven Stamkos   | Lightning de Tampa Bay |
| Ailier droit   | Marián Gáborík   | Rangers de New York    |

| Position       | Joueur              | Équipe                    |
| -------------- | ------------------- | ------------------------- |
| Gardien de but | Jhonas Enroth       | Sabres de Buffalo         |
| Défenseur      | Justin Faulk        | Hurricanes de la Caroline |
| Défenseur      | Jake Gardiner       | Maple Leafs de Toronto    |
| Attaquant      | Gabriel Landeskog   | Avalanche du Colorado     |
| Attaquant      | Adam Henrique       | Devils du New Jersey      |
| Attaquant      | Ryan Nugent-Hopkins | Oilers d'Edmonton         |